# Wunjo
Ƿ (hoofdletter), ƿ (kleine letter) of Wunjo (ook wel Wynn) is de achtste rune van het oude Futhark. De klank is 'W'. Wunjo is de achtste en laatste rune van de eerste Aett. De rune betekent vreugde.
Deze rune heeft de vorm van een metalen windwijzer, zoals destijds gebruikt werd op Vikingschepen. In het Oudengels werd de wynn gebruikt om het foneem /w/ weer te geven; de letter raakte echter in de Middelengelse periode in onbruik.

## Karaktercodering
| Unicode Codepoint | U+16b9                    |
| Unicode-Name      | RUNIC LETTER WUNJO WYNN W |
| HTML              | &#5817;                   |